# Jenny Weleminsky

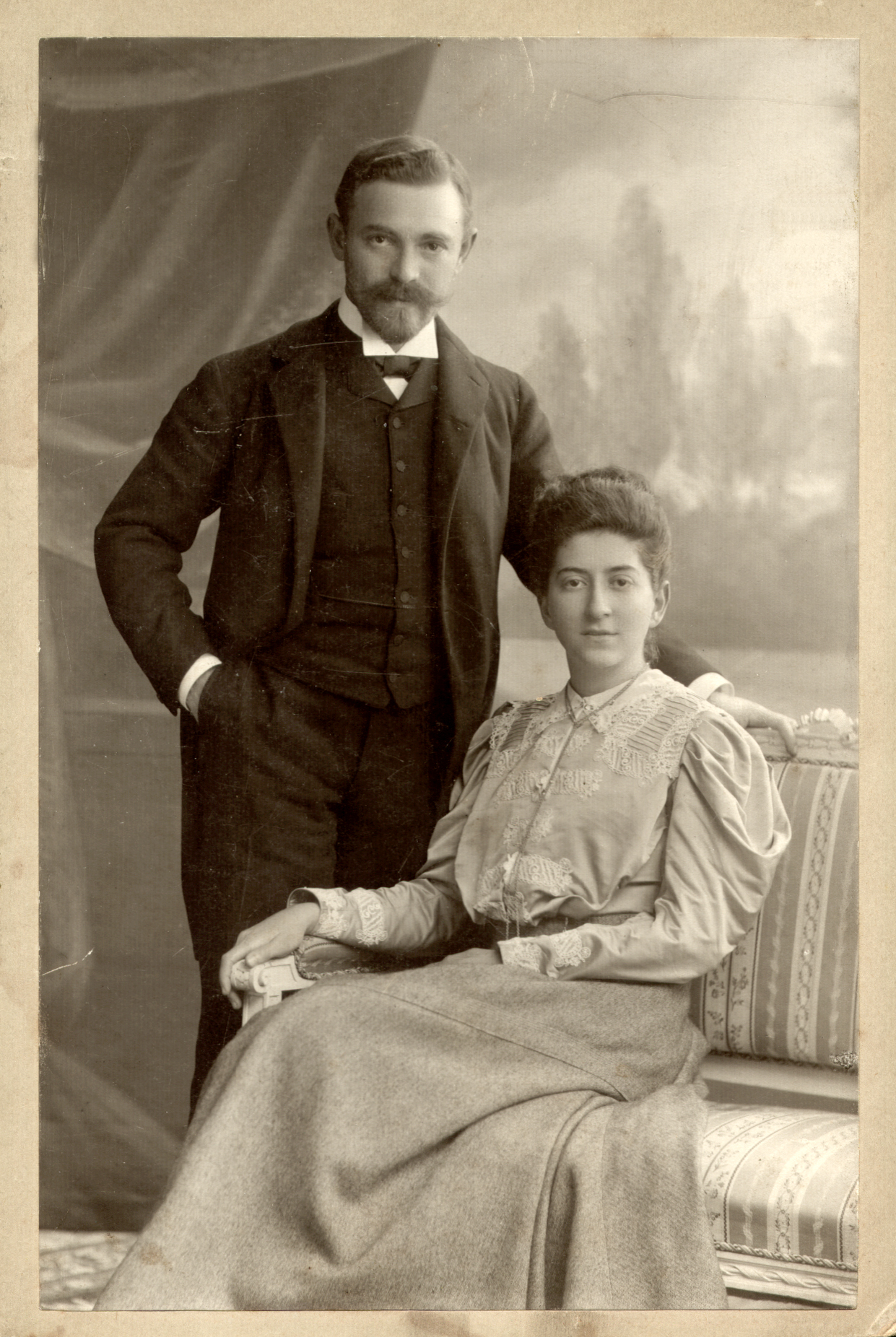
Jenny und Friedrich Weleminsky (1905–1910)

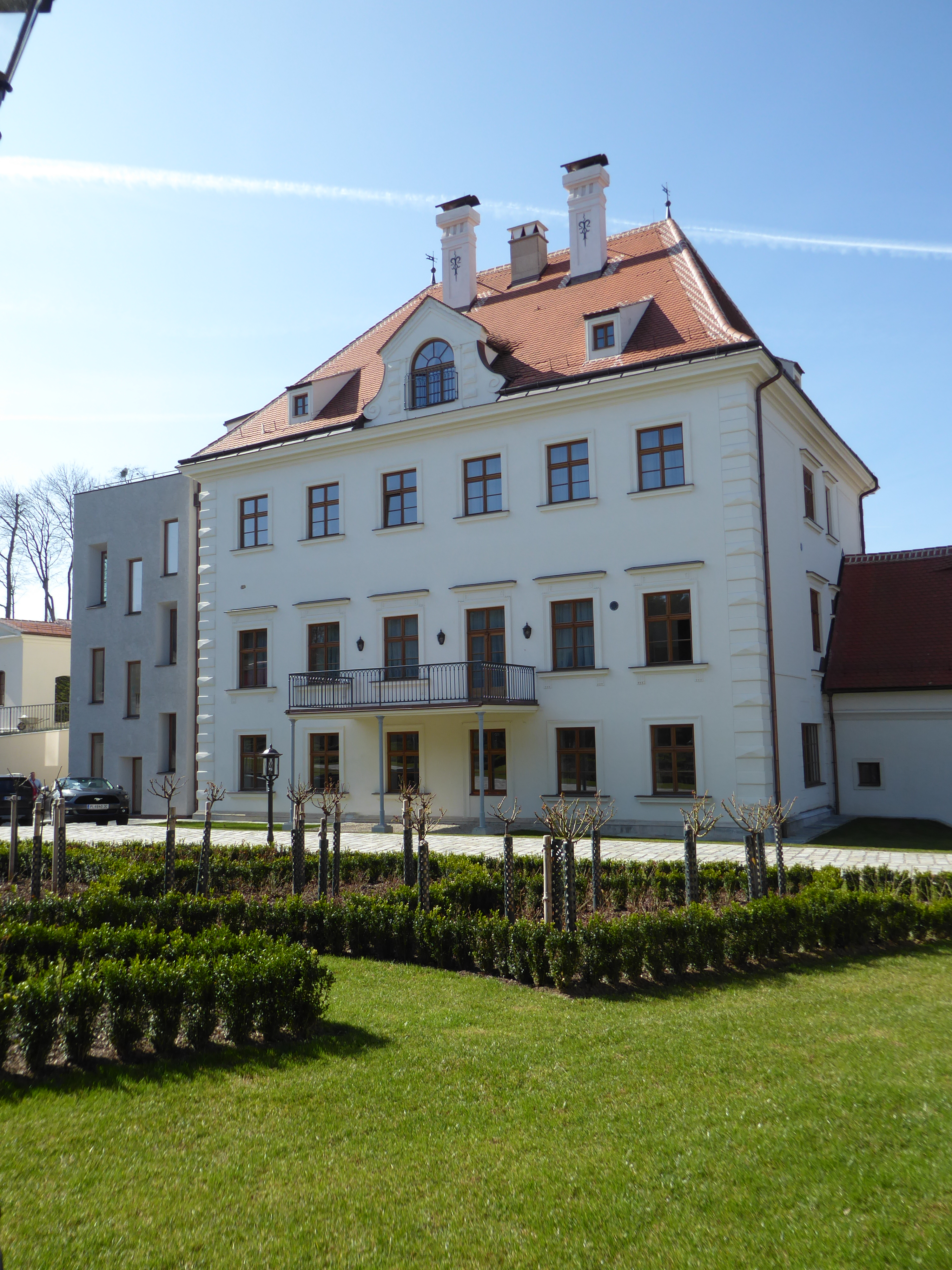
Schloss Thalheim, Kapelln

Jenny Weleminsky (geboren als Jenny Elbogen,* 12. Juni 1882 in Thalheim; † 4. Februar 1957 in London) war eine österreichische Übersetzerin und Esperantistin. Einige ihrer Übersetzungen von Werken Franz Grillparzers und von anderen österreichischen Literaten wurden in der Zeitschrift „Literatura Mondo“ veröffentlicht, die als Blatt einer Autorengruppe um die Budapester Schule gilt.

## Leben
Auf Schloss Thalheim geboren, wuchs Jenny Weleminsky auch in Wien auf. Sie war das jüngste Kind von Guido Elbogen (1845–1918), einem jüdischen Unternehmer und späteren Präsidenten der Anglo-Austrian Bank in Wien und seiner Frau Rosalie (Ali, geborene Schwabacher). Die beiden haben 1868 in Paris geheiratet und hatten vier Töchter, Jenny, Antoinette (1871–1901), Hermione und Helene (1878–1882) und einen Sohn namens Heinrich (Henri) (1872–1927).
Jenny Weleminsky wurde von der Gouvernante Miss Allen aus Devon (England) zu Hause erzogen. Sie beherrschte perfekt die Englische Sprache, so dass sie Axel Munthes Memoiren The Story of San Michele vom Englischen nach Esperanto übertragen konnte. Ihre Übersetzung wurde 1935 publiziert.

## Politische Ansichten
Ihre politischen Ansichten waren stark durch ihren Vater beeinflusst. Sie war eine leidenschaftliche Anhängerin der Habsburgermonarchie und wollte nach dem Zweiten Weltkrieg die Restauration der Monarchie mit Otto von Habsburg als Kaiser. Zugleich war sie aber auch Anhängerin des internationalen Marxismus, was auch in ihrem Engagement für Esperanto deutlich wurde. Als Jüdin nahm sie zum Zionismus eine eher kritische Haltung ein, besonders die Landnahme Palästinas lehnte sie ab und brach auch alle Kontakte zu zwei ihrer Töchter ab, als diese Österreich in Richtung Palästina verließen.
Obwohl ihr Vater für die Errichtung der neuen, 1913 erbauten Synagoge in St. Pölten spendete, war Jenny eine säkulare Jüdin und Atheistin.

## Heirat und Familie
Nach dem Tod ihres Vaters 1918 erbte Jenny Weleminsky Schloss Thalheim, das ihr Vater 1882 knapp vor ihrer Geburt erworben hatte.
Dort und in Prag lebte sie mit ihrem Ehemann Friedrich Weleminsky (1868–1945), den sie am 4. Dezember 1905 auf Schloss Thalheim geheiratet hatte. Friedrich Weleminsky war Dozent für Hygiene (heute: Mikrobiologie) an der Karls-Universität in Prag und entwickelte mit Tuberculomucin Weleminsky eine Behandlungsmethode von Tuberkulose. In dieser Zeit wurde Schloss Thalheim als moderner Milchwirtschaftsbetrieb geführt.
Aufgrund ihrer jüdischen Herkunft suchte sie 1939 Zuflucht im Vereinigten Königreich, wo sie weiter ihrer Übersetzungstätigkeit nachging, Gedichte verfasste und anderen Flüchtlingen Englischunterricht erteilte. Nach dem Zweiten Weltkrieg und dem Tod ihres Ehemanns verbrachte Jenny Weleminsky mehrere Jahre in Wien, besuchte aber immer wieder auch London, wo sie im Alter von 74 Jahren an Brustkrebs verstarb.
Zusammen mit ihrem Mann hatte sie vier Kinder. Zwei ihrer Töchter emigrierten in den frühen 1930ern nach Palästina, namentlich Elisabeth (* 1909), die sich später Jardenah nannte, und Dorothea (* 1912), die sich Leah nannte. Ihre älteste Tochter Marianne (* 1906) und ihr Sohn Anton (* 1908) emigrierten vor dem Zweiten Weltkrieg in das Vereinigte Königreich. Ihre Nachfahren leben heute im Vereinigten Königreich, in Australien, in Schweden und in Deutschland.

## Übersetzungen
- Alexander Roda Roda: La ŝtona gasto. 1936
- Franz Grillparzer
  - Poemoj de Grillparzer, (Gedichte von Grillparzer)
  - La ora felo: drama poemo en tri partoj, (Das goldene Vlies)
  - La praavino: kvinakta tragedio. Wien
  - sonĝo kiel vivo: drama fabelo en kvar aktoj. Wien
  - Hanibalo: fragmento el nefinita dramo, (Hannibal und Scipio). Wien
  - Respondo, übersetzt von Jenny Weleminsky: Austriaj Poetoj. In: Literatura Mondo, Budapest. 1936, S. 94 (bibliotekoj.org [PDF]).[11]
- Anastasius Grün: La epitafo, übersetzt von Jenny Weleminsky: Austriaj Poetoj. In: Literatura Mondo, Budapest. 1936, S. 94 (bibliotekoj.org [PDF]).[11]
- Friedrich Halm: Kio estas amo? übersetzt von Jenny Weleminsky: Austriaj Poetoj. In: Literatura Mondo, Budapest. 1936, S. 94 (bibliotekoj.org [PDF]).[11]
- Johann Gabriel Seidl: La majstro kaj lia verko, übersetzt von Jenny Weleminsky: Austriaj Poetoj. In: Literatura Mondo, Budapest. 1936, S. 94 (bibliotekoj.org [PDF]).[11]
- Axel Munthe: Romano de San Michele (The Story of San Michele). Literatura Mondo, Budapest, 1935.[12]